# Oebalus pugnax
Oebalus pugnax là một loài côn trùng trong họ Pentatomidae có nguồn gốc từ Bắc Mỹ đã trở thành một loài dịch hại nông nghiệp lớn ở miền Nam Hoa Kỳ. Nó đã là một loài dịch hại được biết đến ít nhất là từ thời Johan Christian Fabricius, người đã xuất bản phân loại loài này khoảng năm 1775.

## Mô tả
Con trưởng thành có chiều dài 9,5 mm - 13 mm. Nó có hình dáng hẹp hình thành nên hình cái khiên đặc thù như của các loài rầy hôi khác. Nó có màu rơm màu với các điểm sắc nét trên đỉnh của "khiên" và một hình tam giác màu vàng ở giữa "khiên". Một số con trưởng thành có màu xám gần tam giác màu vàng, trong khi những con khác có thể là màu nâu tối chứ không phải màu rơm.
Loài bọ này là một loại sâu hại quan trọng của cây lúa ở miền nam Hoa Kỳ, bao gồm Mississippi, Arkansas, Louisiana, và Texas (vàng đai lúa gạo). Dịch hại nông nghiệp này được biết đến để tấn công các cây ngũ cốc hạt nhỏ, đặc biệt là lúa mì, lúa miến, và lúa. Côn trùng cũng sống trong cỏ hoang dã như cỏ Johnson, Echinochloa, cói. Đôi khi chúng được tìm thấy trên các cây trồng khác. Các cây chủ phi lương thực khác mà loài bọ này ăn gồm có: Echinochloa crusgalli, Echinochloa colonum, Digitaria sanguinalis, Panicum dicotomiflorum, Phalaris minor, Paspalum urvillei, và Sporobolus poiretti, hai loài cây sau là những loài phổ biến nhất mà chúng thích.

## Phân loài
- O. p. pugnax
- O. p. torrida